# 第14回日本アカデミー賞
第14回日本アカデミー賞は、1991年（平成3年）3月22日に行われた日本アカデミー賞の発表・授賞式。
東京プリンスホテルで開催され、司会は高島忠夫と古手川祐子が務めた。

## 最優秀作品賞
- 少年時代

### 優秀作品賞
- 櫻の園
- 死の棘
- 白い手
- 夢

## 最優秀監督賞
- 篠田正浩（少年時代）

### 優秀監督賞
- 小栗康平（死の棘）
- 黒澤明（夢）
- 神山征二郎（白い手）
- 中原俊（櫻の園）

## 最優秀脚本賞
- 山田太一（少年時代）

### 優秀脚本賞
- 伊丹十三（あげまん）
- 一色伸幸（病院へ行こう）
- 小栗康平（死の棘）
- じんのひろあき（櫻の園）

## 最優秀主演男優賞
- 岸部一徳（死の棘）

### 優秀主演男優賞
- 真田広之（つぐみ、病院へ行こう、リメインズ 美しき勇者たち）
- 原田芳雄（浪人街、われに撃つ用意あり）
- 森繁久彌（流転の海）
- 役所広司（オーロラの下で）

## 最優秀主演女優賞
- 松坂慶子（死の棘）

### 優秀主演女優賞
- 岩下志麻（極道の妻たち 最後の戦い、少年時代）
- 佐久間良子（遺産相続）
- 牧瀬里穂（つぐみ、東京上空いらっしゃいませ）
- 宮本信子（あげまん）

## 最優秀助演男優賞
- 石橋蓮司（公園通りの猫たち、浪人街、われに撃つ用意あり）

### 優秀助演男優賞
- 大地康雄（病院へ行こう）
- 三國連太郎（釣りバカ日誌2、釣りバカ日誌3）
- 吉岡秀隆（男はつらいよ ぼくの伯父さん、男はつらいよ 寅次郎の休日）
- 渡瀬恒彦（激動の1750日、天と地と）

## 最優秀助演女優賞
- 石田えり（釣りバカ日誌2、釣りバカ日誌3、飛ぶ夢をしばらく見ない）

### 優秀助演女優賞
- 小川眞由美（遺産相続、白い手、遥かなる甲子園）
- 香川京子（式部物語）
- 後藤久美子（男はつらいよ ぼくの伯父さん、男はつらいよ 寅次郎の休日）
- 原田美枝子（式部物語、釣りバカ日誌2、夢）

## 最優秀音楽賞
- 池辺晋一郎（少年時代、夢、流転の海）

### 優秀音楽賞
- 桑田佳祐・小林武史（稲村ジェーン）
- 小六禮次郎（オーロラの下で、激動の1750日）
- 久石譲（カンバック、タスマニア物語、釣りバカ日誌2、ペェスケガタピシ物語）
- 松村禎三（式部物語、浪人街）

## 最優秀撮影賞
- 安藤庄平（死の棘）

### 優秀撮影賞
- 奥村祐治（オーロラの下で）
- 斎藤孝雄・上田正治（夢）
- 鈴木達夫（少年時代）
- 前田米造（天と地と、大迷惑トラブルコメディー どっちもどっち）

## 最優秀照明賞
- 松井博（死の棘）

### 優秀照明賞
- 渡辺昭夫（オーロラの下で）
- 佐野武治（夢）
- 水野研一（少年時代）
- 矢部一男（天と地と、大迷惑トラブルコメディー どっちもどっち）

## 最優秀美術賞
- 木村威夫（式部物語、少年時代、香港パラダイス）

### 優秀美術賞
- 徳田博（天と地と）
- 内藤昭（遺産相続、流転の海、浪人街）
- 村木与四郎・櫻木晶（夢）
- 横尾嘉良（死の棘、ほしをつぐもの）

## 最優秀録音賞
- 西崎英雄（死の棘、少年時代）

### 優秀録音賞
- 瀬川徹夫（天と地と）
- 紅谷愃一（チャイナシャドー、夢）
- 本田孜・ユーリー･ラビノビッチ（オーロラの下で）
- 宮本久幸（ZIPANG、つぐみ、良いおっぱい悪いおっぱい）

## 最優秀編集賞
- 冨田功（女がいちばん似合う職業、櫻の園、バカヤロー!3「へんな奴ら」、病院へ行こう、香港パラダイス）

### 優秀編集賞
- 小川信夫（死の棘）
- 長田千鶴子（少年時代）
- 鈴木晄（あげまん、天と地と）
- 谷口登司夫（3-4X10月、浪人街）

## 最優秀外国作品賞
- フィールド・オブ・ドリームス

### 優秀外国作品賞
- ゴースト ニューヨークの幻
- ダイ・ハード2
- トータル・リコール
- ニュー・シネマ・パラダイス

## 新人俳優賞
- 加勢大周（稲村ジェーン）
- 高嶋政伸（ゴジラvsビオランテ、山田ババアに花束を）
- 筒井道隆（バタアシ金魚）
- 藤田哲也（少年時代）
- 大和武士（鉄「TEKKEN」拳）
- 清水美砂（遺産相続、稲村ジェーン、バカヤロー!3「へんな奴ら」）
- 中島ひろ子（櫻の園）
- 西田ひかる（山田ババアに花束を）
- 牧瀬里穂（つぐみ、東京上空いらっしゃいませ）
- 村松美香（リメインズ 美しき勇者たち）

## 話題賞

### 作品部門
- 稲村ジェーン

### 俳優部門
- 薬師丸ひろ子（タスマニア物語、病院へ行こう）

## 会長特別賞
- 高峰三枝子

## 協会特別賞
- 落合保雄(撮影効果)
- 田中美佐江(記録)
- 中尾さかゑ(結髪)
- 浜村幸一(小道具)
- 南とめ(ネガ編集)

## 特別賞特殊技術賞
- 株式会社IMAGICA特撮映像部マットペインティング班